# Stara Rawa

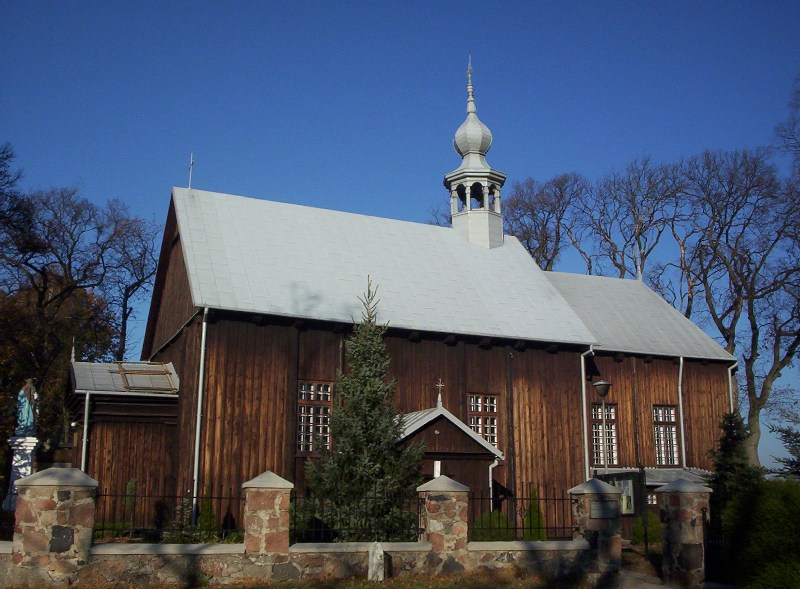
Kyrkan (1731)

Stara Rawa är en by i centrala Polen, belägen 75 km sydväst om Warszawa. Den ligger i den östra delen av vojvodskapet Łódź.
Stara Rawa har ca 280 invånare (2006).